# Arvid Leyh
Arvid Leyh ist ein deutscher Buchautor, Wissenschaftsjournalist und Podcaster, der sich vor allem mit den Themen Geist und Gehirn beschäftigt. Er ist Initiator und Chefredakteur des Webportals dasGehirn.info, das von der Hertie-Stiftung, der Neurowissenschaftlichen Gesellschaft und dem Zentrum für Kunst und Medien getragen wird.
Leyh ist Autor der Bücher „Nur in deinem Kopf“ und „Wenn die Liebe Kopf steht“. Er war Kolumnist der Trainer-Zeitschrift des Junfermann-Verlags sowie bei der Schweizer Zeitschrift Spuren.
Er ist Autor und Produzent des Wissenschafts-Podcasts „Braincast“, der sich mit aktuellen Ergebnissen der Hirnforschung, Psychologie und Philosophie beschäftigt. Die erste Ausgabe erschien am 10. September 2005.
1994 gründete er in Heidelberg Gold & Apple, einen Fachversand für Mindmachines und Biofeedback.

## Bücher
- Arvid Leyh: Nur in deinem Kopf. Das Update für Geist und Gehirn. Pieper und the Grüne Kraft, Löhrbach 1999, ISBN 3-922708-17-X (Der Grüne Zweig 211).
- Arvid Leyh: Wenn die Liebe Kopf steht. LiebesLeben zwischen Herz und Hirn. Junfermann, Paderborn 2004, ISBN 3-87387-591-8.
- Daniel Kulla (Hrsg.): Warum schlug Marek seinen Kopf gegen die Mauer? Und die eine oder andere Ummischung von zahlreicher Hand. Mit Beiträgen von Ulrich Holbein, Werner Pieper, Micky Remann, Arvid Leyh u. a. Pieper und the Grüne Kraft, Löhrbach 2001, ISBN 3-922708-43-9 (Der Grüne Zweig 228).